# Nederlandse Sterrenkunde Olympiade
De Nederlandse Sterrenkunde Olympiade (NeSO) is een wedstrijd sterrenkunde voor middelbare scholieren. De olympiade wordt georganiseerd door de universitaire sterrenkunde instituten en gesteund door Nederlandse Onderzoekschool voor Astronomie (NOVA). Vlaamse scholieren kunnen deelnemen aan de Vlaamse Sterrenkunde Olympiade. 

## Wedstrijd
De eerste ronde bestaat uit een combinatie van meerkeuzevragen en open vragen die via de officiële internet site gedownload kunnen worden. Onder de inzenders van de meerkeuzevragen wordt een kleine prijs verloot. Daarnaast worden een geselecteerde hoeveelheid beste kandidaten uitgenodigd voor een meerdaagse masterclass aan de organiserende universiteit. Hier krijgen ze les van gerenommeerde Nederlandse sterrenkundigen. Op de laatste dag volgt de finale, waarmee de winnaar bepaald wordt. De hoofdprijs is een vliegreis naar La Palma, met inbegrip van een waarnemingsnacht op de internationale sterrenwacht aldaar.

## Geschiedenis
De Sterrenkunde Olympiade werd voor het eerst georganiseerd in 2007 op initiatief van Leidse studenten en promovendi in navolging van de Natuurkunde, Wiskunde en Scheikunde olympiades. Sindsdien wordt de Olympiade elke jaar door het sterrenkundig instituut van een universiteit georganiseerd.
| Jaar | Organisator                   |
| 2007 | Universiteit Leiden           |
| 2008 | Universiteit Utrecht          |
| 2009 | Rijksuniversiteit Groningen   |
| 2010 | Universiteit van Amsterdam    |
| 2011 | Radboud Universiteit Nijmegen |
| 2012 | Universiteit Leiden           |
| 2013 | Rijksuniversiteit Groningen   |
| 2014 | Universiteit van Amsterdam    |
| 2015 | Radboud Universiteit Nijmegen |
| 2016 | Universiteit Leiden           |
| 2017 | Rijksuniversiteit Groningen   |
| 2018 | Universiteit van Amsterdam    |